# Lou Bandy

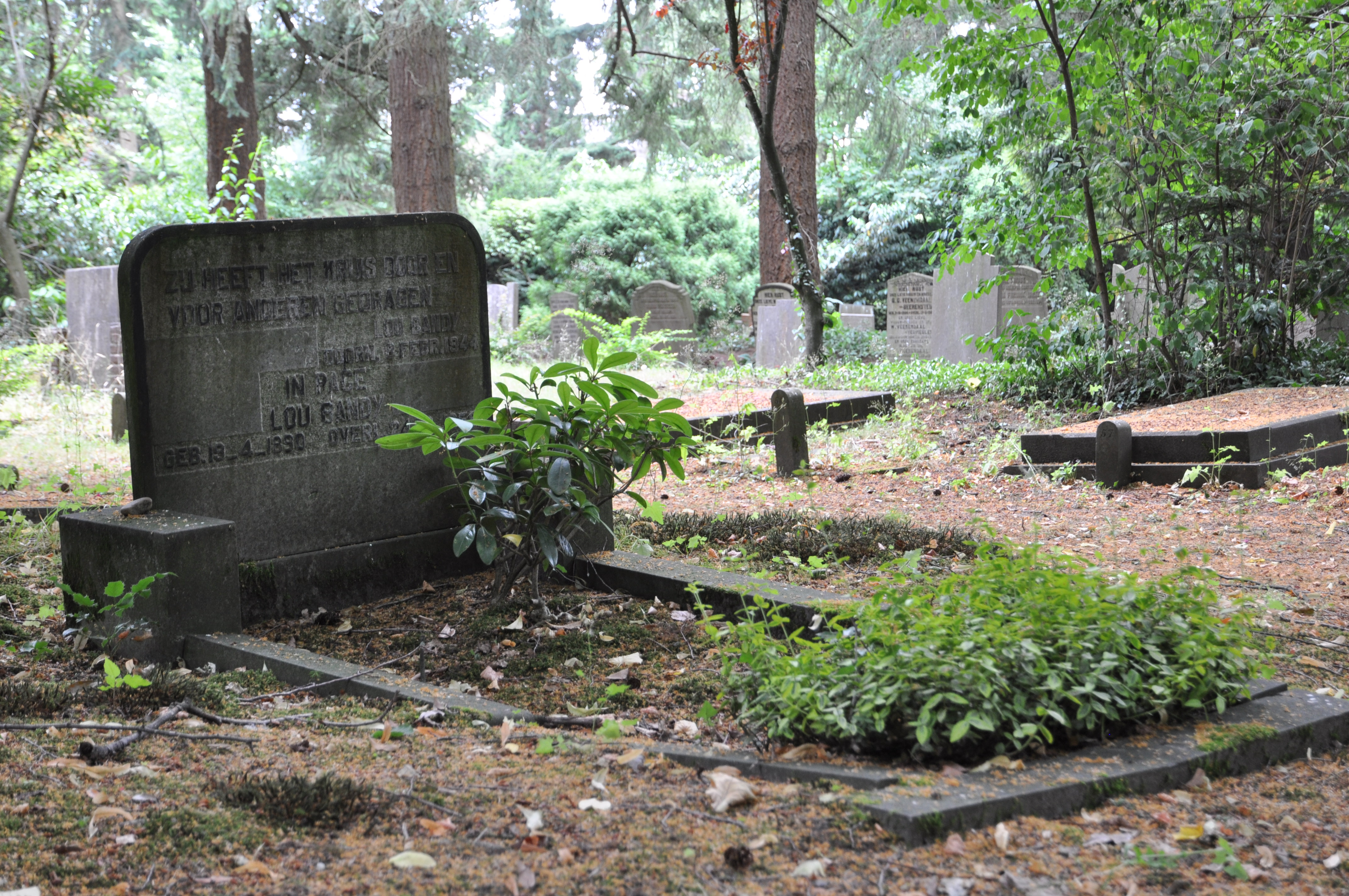
Tombe de Lou Bandy au vieux cimetière général de Doorn

Lodewijk Ferdinand Dieben ( La Haye, 19 avril 1890 – Zandvoort, 24 juin 1959), plus connu sous son pseudonyme Lou Bandy, est un chanteur et artiste néerlandais qui est l'un des artistes les plus populaires aux Pays-Bas durant l'Entre-deux-guerres,. Parmi ses chansons les plus connues, on trouve : Wie heeft er suiker in de erwtensoep gedaan? ("Qui a mis du sucre dans la soupe aux pois ?") (1939), Zoek de zon op ("Cherchez le soleil") (1936), Schep vreugde in het leven ("Trouvez la joie de vivre")(1937) et Louise zit niet op je nagels te bijten ("Louise ne se ronge pas les ongles").

## Biographie
Bandy, issu d'une famille ouvrière de La Haye, travaille comme groom, domestique, chanteur de rue et comme conscrit dans la marine avant de commencer une carrière dans le spectacle en 1915. Il se produit alors avec son frère Willy sous le nom de The Bandy Brothers (Bandy est une inversion américanisée des syllabes Die-ben). Cependant, il devient vite évident que les caractères des frères sont trop conflictuels pour qu'ils puissent travailler ensemble de manière significative ; contrairement à Willy, Lou est réputé pour son caractère difficile.
Lou poursuit donc sa carrière seul, sous le nom de Lou Bandy. Le 21 juin 1921, il épouse la pianiste Mathilde Eugénie Küch, fille d'un officier allemand, qui a une grande influence sur sa carrière : elle lui apprend les bonnes manières, lui fait comprendre l'importance de parler en néerlandais standard et lui assure ses premiers contrats lucratifs. Grâce à son soutien, ce jeune ouvrier de La Haye réussit au fil des ans à se frayer un chemin jusqu'au sommet de l'establishment des artistes, des impresarios et des propriétaires de théâtre. En 1927, le couple voit la naissance d'une fille prénommée Louise.

### Succès
Bandy se fait connaître du public en tant que chanteur de paroles joyeuses, généralement écrites par Ferry van Delden ou Philip Pinkhof (alias Rido ). Cette image contraste avec son caractère dur envers ses proches et ses collaborateurs. Selon de nombreux témoignages et anecdotes, Bandy lance des remarques acerbes à ses collègues.
À partir de 1931, Bandy devient l'animateur de la compagnie de revue De Nationale Revue, qu'il quitte pour Jong Nederland en 1939. Pendant tout ce temps, son chapeau de paille est sa marque de fabrique. Il est également connu pour les plaisanteries pleines d'esprit qu'il fait entre les chansons. Il improvise souvent et – en tant qu’humoriste avant la lettre – réussit à faire rire le public. Il n’hésite pas à écrire des textes grossiers ou à chambrer vulgairement le public.
En tant qu’artiste, Lou Bandy est polyvalent. Il enregistre des disques en tant que chanteur et apparait dans quelques longs métrages néerlandais. Dans le premier, La Fille au chapeau bleu ( 1934), il joue même un double rôle. l'année suivante, il joue dans La vie n'est pas si mal aux côtés de Fien de la Mar. Mais avant tout, Bandy reste un artiste de revue. En 1939, il connaît le succès avec la chanson Rats, cough and beans,.

### Seconde Guerre mondiale
En 1940, il achète une villa à Doorn, où il aime séjourner, et aménage la maison, entre autres, avec une collection de tableaux de maîtres hollandais.
Sa position durant les années de guerre reste floue. Début 1941, Bandy devient membre d'un conseil consultatif du groupe de travail "Kleinkunsst", qui doit donner son avis sur un institut créé par les Allemands, la Kultuurkamer. Bandy a été accusé d'être à l'origine de cette action. Il s'est probablement impliqué dans cette affaire par ignorance, car lors de ses représentations, il montre ses sentiments anti-allemands en chantant des chants patriotiques.
En 1942, Bandy est arrêté pour provocation anti-allemande. Il a imité la démarche boiteuse de Seyss-Inquart lors d'une représentation. Les membres du NSB présents dans l'audience signalent l'incident aux occupants. Il passe une nuit à la prison de Scheveningen et est ensuite transféré et interné dans un camp d'otages de Haaren. En simulant une maladie cardiaque, il est libéré. Par après, il rédige une lettre à l'occupant demandant la permission de se produire à nouveau.
Mais il est à nouveau arrêté et emmené dans un camp d'otages quelque temps après sa première libération. Là, il tente de mettre fin à ses jours. Après avoir reçu des soins, il rentre chez lui aux alentours Noël 1942. Il est placé en résidence surveillée et doit rester à Doorn. En conséquence, il ne se produit plus pendant les années restantes de la guerre.
En 1944, il subit à nouveau des revers. Son épouse Eugénie meurt en février et son frère Willy en avril. Lors des funérailles de son frère, Bandy se permet quelques vulgarités dans son discours d'adieu, faisant référence au fait que Derby est mort en faisant l'amour. L'assemblée en est choquée.
Après la guerre, la lettre à l'occupant et son implication dans la Kultuurkamer conduisent certains à considérer Bandy comme potentiel collaborateur. Lors de son retour le 23 juin 1945 au Concertgebouw d'Amsterdam, une délégation de la résistance néerlandaise apparaît même sur scène pour arrêter Bandy. « Si j’ai fait quelque chose de mal, lapidez-moi ! » aurait alors crié le chanteur au public. Dans l’attente d’une enquête plus approfondie, aucune arrestation n'est effectuée. Finalement, Bandy est pardonné pour la lettre offensante, car elle a probablement été écrite sous une forte pression. [réf. nécessaire] La coopération de la majorité des artistes néerlandais avec la Kultuurkamer a également été dissimulée après les années de guerre.

### Fin de vie

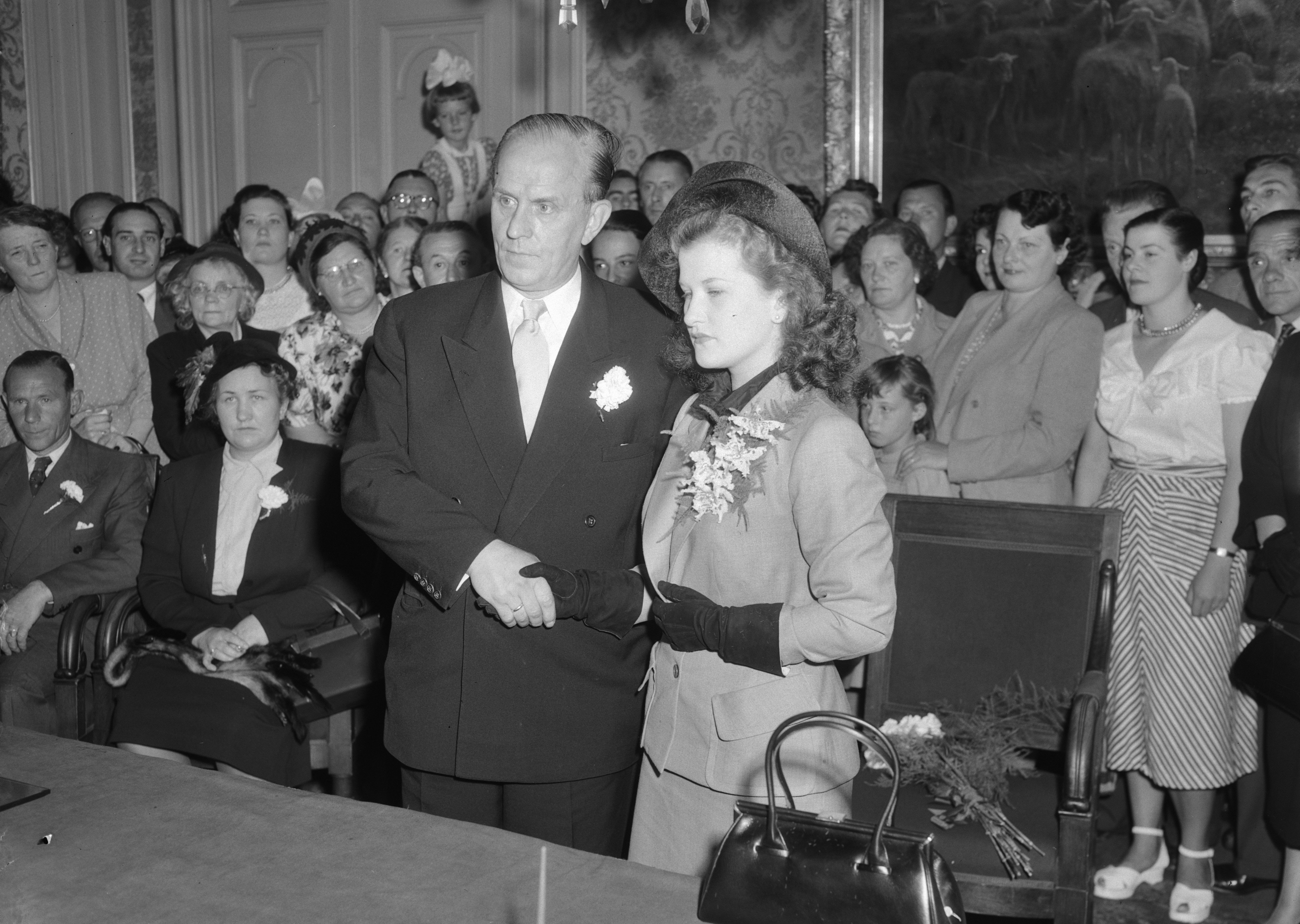
Mariage avec Carla van den Hurk (1952)

Après la guerre, Bandy reste l'un des artistes les plus populaires des Pays-Bas pendant de nombreuses années, mais dans les années 1950, sa notoriété décline. Les grandes revues dans lesquelles il avait toujours brillé ne sont plus demandées et Bandy doit se contenter de représentations plus modestes dans le circuit des spectacles annexes. Il apparaît également régulièrement dans l'émission de radio populaire "De bonte Dinsdagavondtrein".
Après la mort de sa femme en 1944, il contracte deux mariages de courte durée : du 27 juillet 1948 au 9 mars 1949 avec Sinia Franke (1925-1975) et avec Carla van den Hurk (1933-1976), âgée de 18 ans, du 15 août 1952 au 16 avril 1958. Face à ses relations amoureuses chaotiques et à ses difficultés professionnelles, le chanteur souffre de problèmes psychologiques. Son insécurité s’est transformée en véritable trac. Après son divorce avec Carla, il passe quelque temps dans une clinique psychiatrique.

### Décès
Durant les derniers mois de sa vie, Bandy vit seul dans un appartement à Zandvoort, où il se suicide le 24 juin 1959. Il est enterré au vieux cimetière général de Doorn (tombe S-37) à côté de sa première épouse. Son biographe H. P. van den Aardweg écrivait en 1950 : « Plus tard, dans des siècles, lorsque Lou Bandy sera depuis longtemps passé dans l'histoire et que la postérité reconnaissante fera des pèlerinages à son mausolée... » En réalité, Bandy repose dans une simple tombe dans un cimetière désaffecté.